# منتخب كازاخستان لهوكي الجليد
منتخب كازاخستان الوطني لهوكي الجليد هو منتخب وطني يمثل كازاخستان في منافسات هوكي الجليد الدولية، بدأ منافساته في سنة 1992، نافس في بطولة العالم لهوكي الجليد 26 مرة، كما نافس في الألعاب الأولمبية الشتوية مرتين، فاز 4 مرات بالميدالية الذهبية في الألعاب الآسيوية الشتوية يحتل حالياً التصنيف الثامن عشر على العالم.